# Theo Trebs
Theo Trebs, född den 6 september 1994 i Berlin, är en tysk skådespelare.
Trebs har bland annat medverkat i den prisbelönta filmen Det vita bandet där han spelade karaktären Ferdinand. I filmen Fall for Me spelade han Tom en av filmens huvudroller.

## Filmografi (i urval)
- 2009 – Det vita bandet
- 2025 – Fall for Me